# Operation Foxley
Operation Foxley war der Deckname für einen britischen Plan zur Ermordung Adolf Hitlers im Jahr 1944. Der Plan wurde vom britischen Special Operations Executive (SOE) konzipiert. Obwohl detaillierte Vorbereitungen getroffen wurden, wurde kein Versuch unternommen, den Plan auszuführen. Historiker glauben, das wahrscheinlichste Datum für einen Versuch wäre der 13. bis 14. Juli 1944 gewesen, als Hitler den Berghof besuchte.

## Frühere Pläne
Einer der ersten konkreten britischen Pläne zur Ermordung Hitlers bestand darin, den deutschen Sonderzug, mit dem Hitler verreiste, durch Einsatz einer Sprengladung entgleisen zu lassen. Diese Pläne wurden verworfen, da die Agenda Hitlers zu unberechenbar war. So wurden Bahnhaltestellen erst wenige Minuten vor Ankunft des Zuges über diesen informiert.
Ein anderer Plan war es, den Wasserbehältern des Zuges tödliches, geschmackloses Gift beizumischen. Dieser Plan wurde jedoch als zu kompliziert angesehen, da er einen Insider in unmittelbarer Nähe von Hitler erfordert hätte.

## Plan
Letztendlich wurde ein Attentat mit Scharfschützen als die Methode mit den größten Erfolgsaussichten angesehen. Im Sommer 1944 war ein Deutscher, der zu Hitlers Leibwache auf dem Berghof gehört hatte, in der Normandie gefangen genommen worden. Er enthüllte, dass Hitler am Berghof immer ungefähr zur gleichen Zeit (nach 10:00 Uhr) einen 20-minütigen Morgenspaziergang machte. Hitler blieb bei diesem Spaziergang gerne allein und hielt sich daher kurz unbewacht in der Nähe eines Waldstücks auf, wo er außer Sichtweite von Wachposten war. Wenn Hitler auf dem Berghof war, wehte eine Hakenkreuzfahne, die gut von einem Café in der nahegelegenen Stadt aus sichtbar war. Der Plan sah vor, dass die SOE einen deutschsprachigen Polen und einen britischen Scharfschützen per Fallschirm nach Österreich abspringen ließ. Es wurde ein „Insider“ rekrutiert, der Onkel eines Kriegsgefangenen. Dieser, ein Ladenbesitzer, der im nahe gelegenen (20 km) Salzburg lebte und als „Heidentaler“ identifiziert wurde, der vehement gegen die Nazis war. Heidentaler würde die Agenten unterbringen und sie als deutsche Gebirgsjäger verkleidet nach Berchtesgaden transportieren. Von dort aus sollten sie sich der Position nähern, von der aus das Attentat hätte durchgeführt werden können.